# SN 1991bi
SN 1991bi – supernowa typu Ia odkryta 13 grudnia 1991 roku w galaktyce NGC 5127. W momencie odkrycia miała maksymalną jasność 18,50m.